# مدیر هتل
مدیر هتل یا هتل‌دار، به فردی اطلاق می‌شود، که مدیریت عملیات هتل، راهسرا، استراحتگاه یا مکان‌های اقامتی را برعهده دارد. مدیریت یک هتل عملیاتی همچون مدیریت عملکرد کارکنان هتل، مدیریت تجاری، نگهداری از امکانات هتل، رضایت مهمان‌ها و خدمات به مشتریان، مدیریت بازاریابی، مدیریت فروش، مدیریت درآمد، حسابداری مالی، مدیریت خرید را راهبری می‌نماید. در مجموع عنوان مدیر هتل یا هتل‌دار مربوط به مدیر کل یا مدیرعامل یک هتل می‌باشد، که دایره وظایف و مسئولیت‌های او بسته به اندازه هتل متغیر می‌باشد.